# Daohugoupterus
Daohugoupterus is een geslacht van basale pterosauriërs dat tijdens het Laat-Jura leefde in het gebied van de huidige Volksrepubliek China. De enige benoemde soort is Daohugoupterus delicatus.

## Vondst en naamgeving
Het Institute of Vertebrate Paleontology and Paleoanthropology te Beijing verwierf door onderzoek van Zhou Zhonghe en Li Yan een pterosauriërskelet dat was gevonden bij het dorp Daohugou nabij Linglongta. Het werd geprepareerd door Li Yutong.
In 2014 werd de typesoort Daohugoupterus delicatus benoemd en beschreven door Cheng Xin, Wang Xiaolin, Jiang Shunxing en Alexander Wilhelm Armin Kellner. De geslachtsnaam verbindt een verwijzing naar de vindplaats Daohugou in Binnen-Mongolië met een gelatiniseerd Oudgrieks πτερόν, pteron, 'vleugel'. De soortaanduiding betekent 'teer gebouwd' in het Latijn, een verwijzing naar het geringe formaat.
Het holotype, IVPP V12537, is gevonden in de Daohugoulagen van de Yanliaobiota. De datering daarvan is omstreden; sommige onderzoekers plaatsen ze in het Midden-Jura; de beschrijvers echter in het Laat-Jura. Het holotype bestaat uit een gedeeltelijk skelet met schedel, inclusief resten van de weke delen, platgedrukt op een plaat en tegenplaat. De kop mist de punt. De schedel wordt van boven bezien wat de wel aanwezige onderkaken grotendeels verbergt. De nek en de rug met ribben zijn aanwezig maar het heiligbeen en staart ontbreken. De schoudergordel bewaart beide ravenbeksbeenderen, het rechterschouderblad en het borstbeen. Van de ledematen is alleen het linkeropperarmbeen aanwezig. Het skelet ligt in verband maar een vergroeide pols en een pteroïde liggen los. Het betreft een volwassen exemplaar.

## Beschrijving

### Grootte en onderscheidende kenmerken
Daohugoupterus is een vrij kleine pterosauriër. Het bewaard gebleven deel van het skelet heeft een lengte van zo'n twaalf centimeter. Daohugoupterus was in 2014 de kleinste pterosauriër die uit de Daohugoubedden gemeld was.
De beschrijvers wisten twee onderscheidende kenmerken vast te stellen. Het gaat mogelijk om autapomorfieën, unieke afgeleide eigenschappen. De neusbeenderen hebben achterste takken die de voorhoofdsbeenderen inkepen. Het borstbeen is bijna tweeënhalf maal zo breed als lang.

### Skelet
De schedel is overdwars afgeplat, langer dan breed. De fenestra antorbitalis is groter dan bij Jeholopterus. Het bovenste slaapvenster is rond en uitzonderlijk klein. Het onderste slaapvenster is spleetvormig. De praemaxillae dragen zover waarneembaar geen kam. Ze lopen naar achteren door tussen de diep de frontalia inkepende achterste takken van de neusbeenderen. De samen driehoekige voorhoofdsbeenderen vormen het grootste deel van het schedeldak en hebben een rechte achterrand die de wandbeenderen raakt. De wandbeenderen dragen geen kam. Het traanbeen wordt niet waarneembaar doorboord door een foramen. De opgaande tak van het jukbeen is breed. Het quadratum is breed. De fenestra postpalatina is ovaal.
In de onderkaak is de achterkant van het dentarium relatief hoog. Eén tand is waarneembaar.
De nek is kort, ongeveer vijf centimeter lang. De versmolten atlas en draaier zijn extra kort. De korte individuele halswervels dragen stevige nekribben en gewrichtsuitsteeksels.
De schoudergordel vormt per helft een U-vormige structuur. Het schouderblad is langer dan het ravenbeksbeen, zo'n drie tegen twee centimeter. Het ravenbeksbeen heeft een goed ontwikkelde bult voor de aanhechting van de musculus biceps brachii. De borstbeenplaat is driehoekig, veel breder dan lang. De zijranden ervan vormen een hoek van 120°. Het pteroïde is langwerpig, recht en dun, elf millimeter lang.
Bij het opperarmbeen, 41,8 millimeter lang, is de deltopectorale kam hoog geplaatst zonder uitloop naar beneden over de schacht. De kam is rechthoekig, wat een basaal kenmerk is. Het opperarmbeen toont geen pneumatische opening.

### Weke delen
Naast de hals en het rechterravenbeksbeen zijn resten van de weke delen zichtbaar als een aantal donkere massa's. Bij de nek zijn vermoedelijk twee pycnofibers waarneembaar, de haren van de vacht van pterosauriërs. Een grotere zone wordt gevormd door actinofibrilen, de vezels die de vleugels en andere membranen van pterosauriërs vormen.

## Fylogenie
De fylogenie van Daohugoupterus is problematisch. De vorm van de nek, het borstbeen en het opperarmbeen is erg basaal en het lijkt evident dat de soort geen lid is van de Pterodactyloidea. Hij is echter duidelijk verschillend van de Wukongopteridae en Scaphognathinae uit de evenoude Tiaojishanformatie van Linglongta. Voorlopig is de soort als Pterosauria incertae sedis geplaatst.